# اس‌ام یو-۲۱ (اتریش-مجارستان)
اس‌ام یو-۲۱ (اتریش-مجارستان) (به انگلیسی: SM U-21 (Austria-Hungary)) یک زیردریایی بود که طول آن ۱۲۷ فوت ۲ اینچ (۳۸٫۷۶ متر) بود. این زیردریایی در سال ۱۹۱۶ ساخته شد.